# 398 aC
El 398 aC va ser un any del calendari romà prejulià. En aquell temps, era conegut com a any del tribunat de Potit, Medul·lí, Lactucí, Fidenat, Camil i Cornut (o, més rarament, any 356 ab urbe condita). L'ús del nom «398 aC» per referir-se a aquest any es remunta a l'alta edat mitjana, quan el sistema Anno Domini va ser el mètode de numeració dels anys més comú a Europa.

## Esdeveniments

### Grècia
- Agesilau II és rei d'Esparta. Succeeix a son germanastre Agis II com a 19è rei de la línia Euripòntida o Pròclida. Elimina a Leotíquides, el seu nebot, fill d'Agis II, del que se sospitava un naixement espuri.[2]
- Dercil·lides, general espartà, assetja la ciutat d'Atarneu ocupada per alguns exiliats de Quios i el seu general Dracó de Pel·lene, i l'ocupa després d'una obstinada defensa.[3]

### Sicília
- Dionisi el Vell, tirà de Siracusa, entra al territori cartaginès de Sicília sense oposició, assetja Mòtia, una de les principals fortaleses cartagineses, i l'ocupa. També assetja Segesta però la ciutat va resistir.[4]

### Roma
- Aquell any, a Roma, s'elegeixen sis tribuns amb potestat consular: Luci Valeri Potit, Luci Furi Medul·lí, Marc Valeri Lactucí Màxim, Quint Servili Fidenat, Marc Furi Camil i Quint Sulpici Camerí Cornut.[5][6]
- Marc Furi Camil va dirigir un atac a Capena on va fer molt de botí. Els tribuns d'aquell any van haver de deixar el càrrec per decret del senat abans de l'acabament del termini. Quint Servili Fidenat i Camil van ser nomenats llavors interrexs.[7]
- Aquest any, de manera excepcional, es va gelar el riu Tíber.[8]